# Ga Dalmi
Ga Dalmi (Tiếng Hàn: 달미역, Hanja: 달미驛) là ga tàu điện ngầm trên Tuyến Seohae nằm ở Seonbu-dong, Danwon-gu, Ansan-si, Gyeonggi-do.

## Lịch sử
- 21 tháng 10 năm 2013: Công bố kinh doanh tuyến đường sắt và quyết định đặt tên ga là Ga Seoksugol[1]
- 6 tháng 4 năm 2018: Thông báo về bảng khoảng cách đường sắt và đổi tên ga thành Ga Dalmi[2]
- 16 tháng 6 năm 2018: Hoạt động kinh doanh bắt đầu với việc khai trương Tuyến Seohae của Tàu điện ngầm Seoul[3]

## Bố trí ga
| ↑ Siheung Neunggok |
| \| S/B             |
| Seonbu ↓           |

| Hướng Bắc | ●Tuyến Seohae | ← Hướng đi Siheung Neunggok · Sincheon · Sân bay Quốc tế Gimpo · Ilsan |
| Hướng Nam | ●Tuyến Seohae | → Hướng đi Seonbu · Choji · Siu · Wonsi →                              |

## Xung quanh nhà ga
- Trường trung học quản lý du lịch Gyeongil
- Trường tiểu học Seoksu
- Trường trung học cơ sở Seonbu
- Trường tiểu học Hwajeong
- Trung tâm phúc lợi hành chính Seonbu 3-dong
- Cơ quan quản lý giao thông đường bộ Trung tâm sát hạch giấy phép lái xe Ansan
- Trường tiểu học Ansan Seoksu
- Trường trung học cơ sở Seoksu
- Chợ tổng hợp số 1 Ansan
- Trường tiểu học Jeongji
- Ansan Metrotown Prugio Hill State APT

## Thư viện

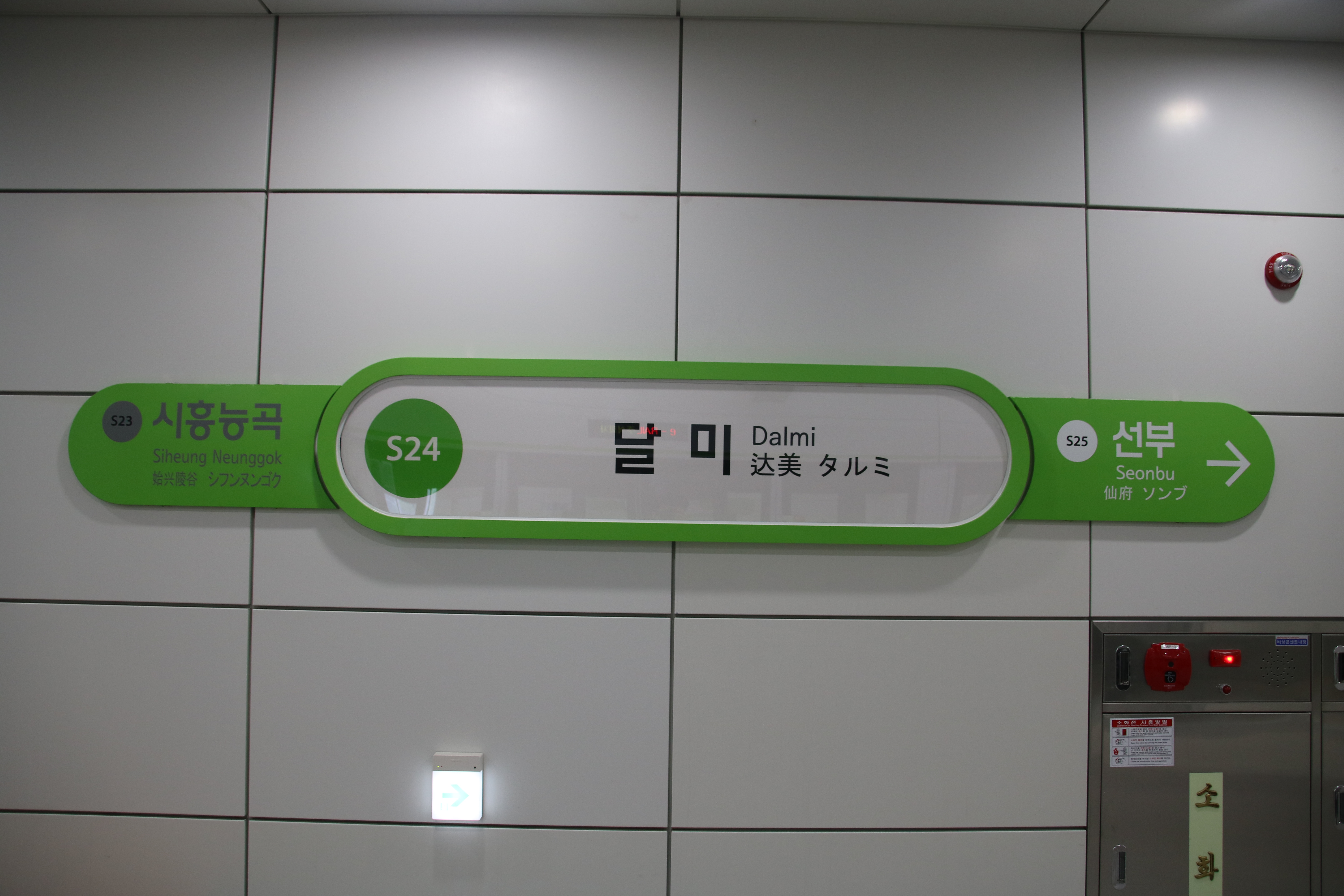
Bảng tên ga
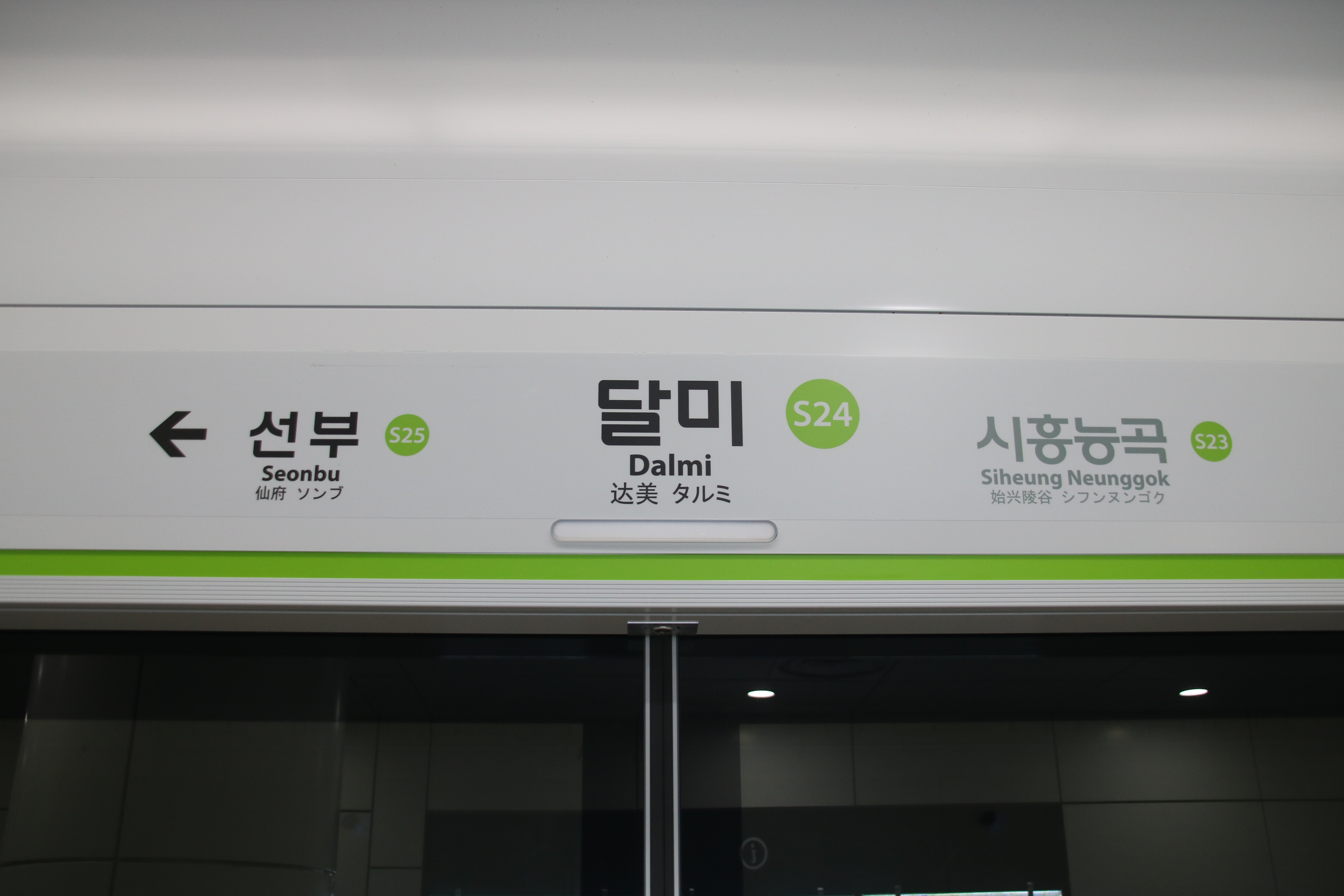
Bảng tên trên cửa chắn sân ga
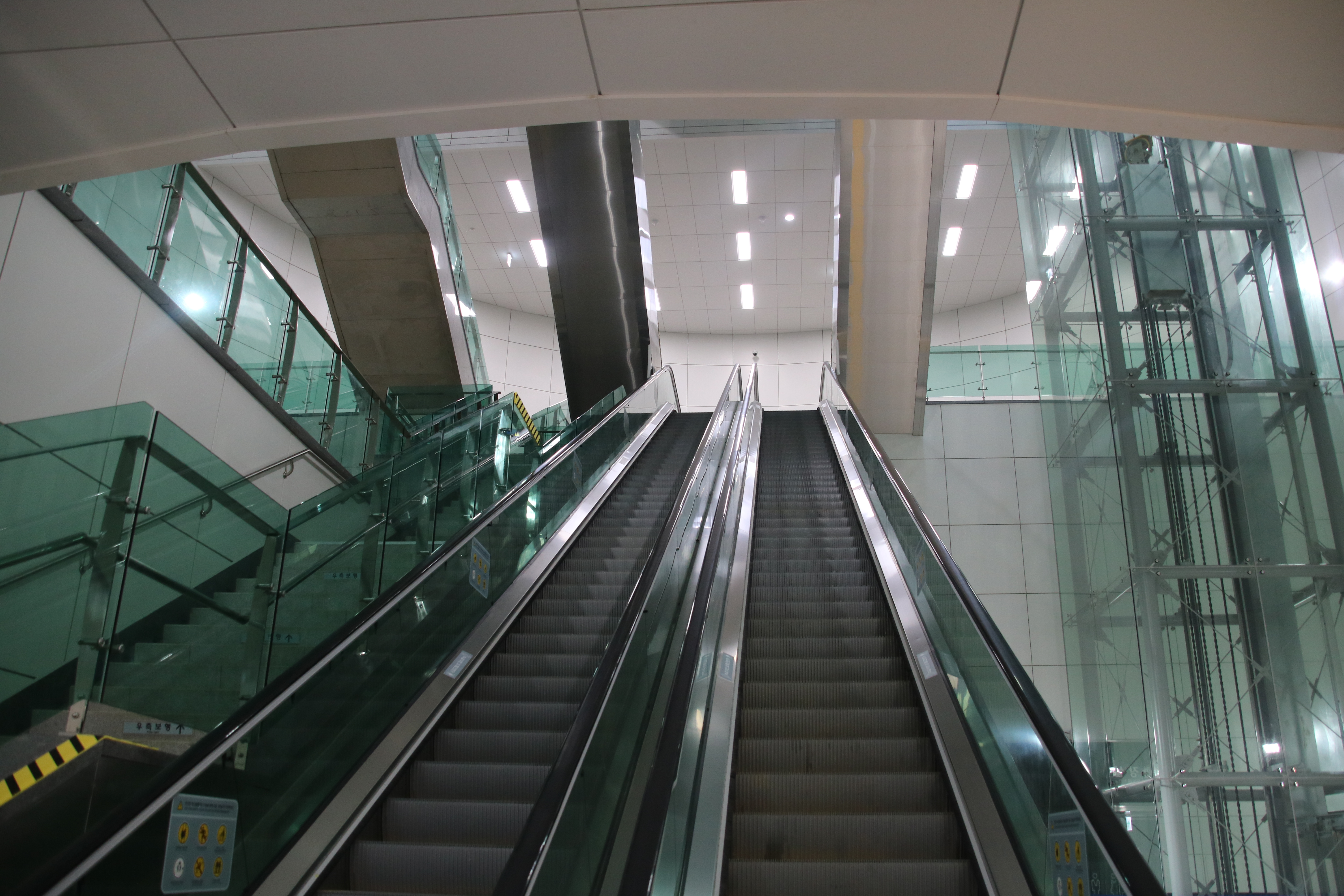
Thang cuốn trong nhà ga